# ظاهرة تهالك الأبنية البديعة
تشير ظاهرة تهالك الأبنية البديعة (بالإنجليزية: Elegant decay)‏ إلى مفهوم تاريخي / ثقافي أصيل والمراد به أن بعض الأماكن والمباني تتحول تدريجيًا إلى مظهر أكثر جمالاً وإشراقًا عندما يصيبها التقادم أو عندما تتهاوى بفعل العوامل التاريخية و/أو المعمارية و/أو الثقافية. وبالرغم من أن هناك من يرى أن هذا التهالك يضفي نوعًا من الهيبة على تلك الأماكن والمباني، إلا أن تلك الحقيقة قائمة بذاتها حيت توجد مدن معينة أو أقاليم أو حتى دول تكون أكثر تأثرًا بالمفهوم العام لتلك الظاهرة بحكم ثراؤها السابق أو بحكم تاريخها الطويل أو موروثاتها الثقافية العظيمة.

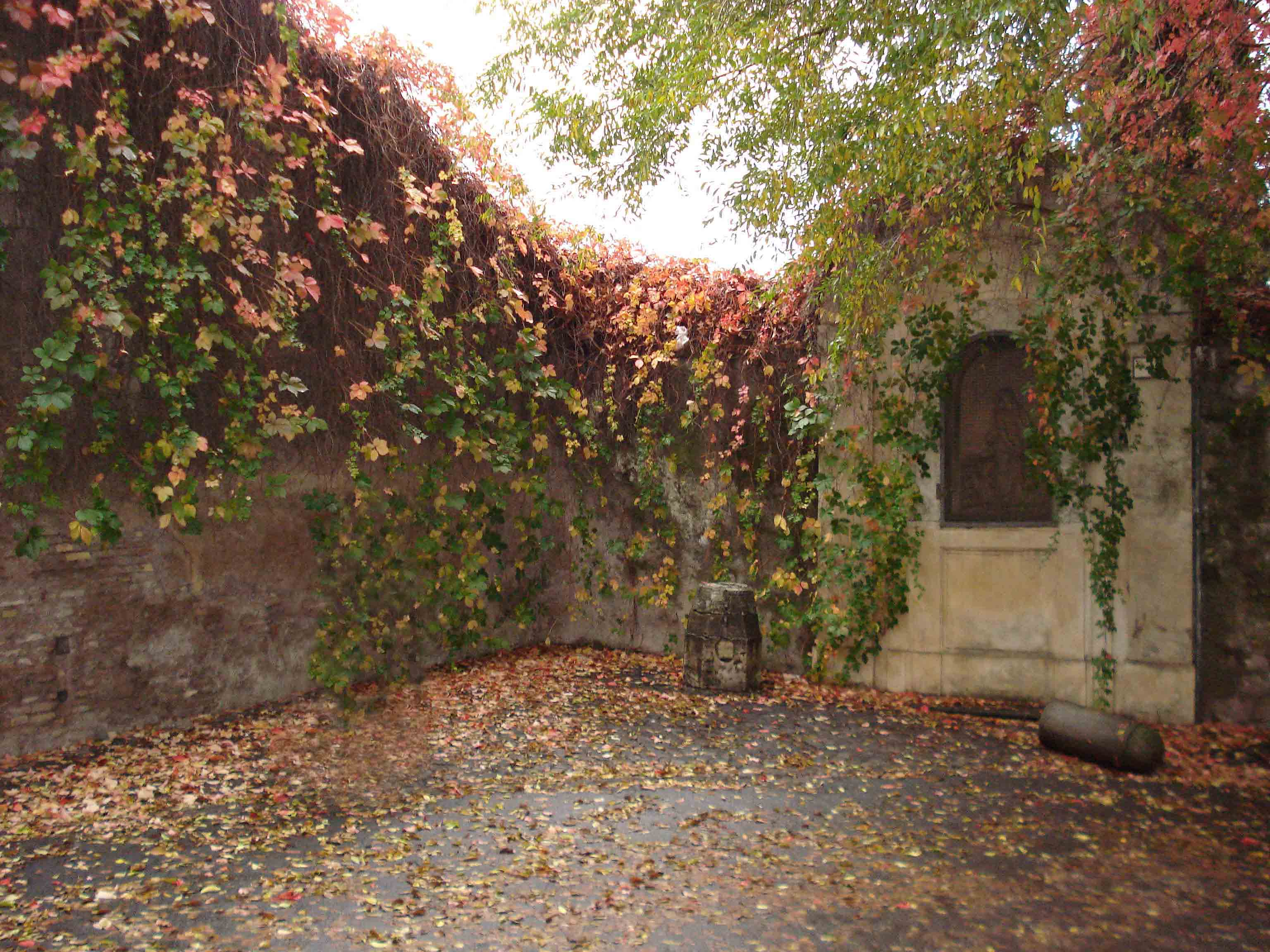
صورة في الطريق إلى تل البلاطين بروما، إيطاليا

على النقيض من التفسيرات الشائعة التي تفيد بأن الأماكن أو المباني تكون أكثر روعة في مظهرها عندما تكون حديثة العهد أو أن المباني العتيقة تحظى بقيمة أكبر وباهتمام بالغ من الناحية التاريخية حيث يتم ترميمها لتعود إلى حالتها الطبيعية، يشير مفهوم تهالك الأبنية البديعة إلى حدوث انحلال في المباني ذات الروعة المتأصلة أو الجمال الأصيل بسبب الأهمية التاريخية السحيقة. وقد تغير هذا المفهوم على مدار الآونة الأخيرة تدريجيًا ليصبح أكثر أهمية بالنسبة للمناطق والأقاليم وذلك بهدف الارتقاء بعنصر الجذب السياحي.

## معلومات تاريخية

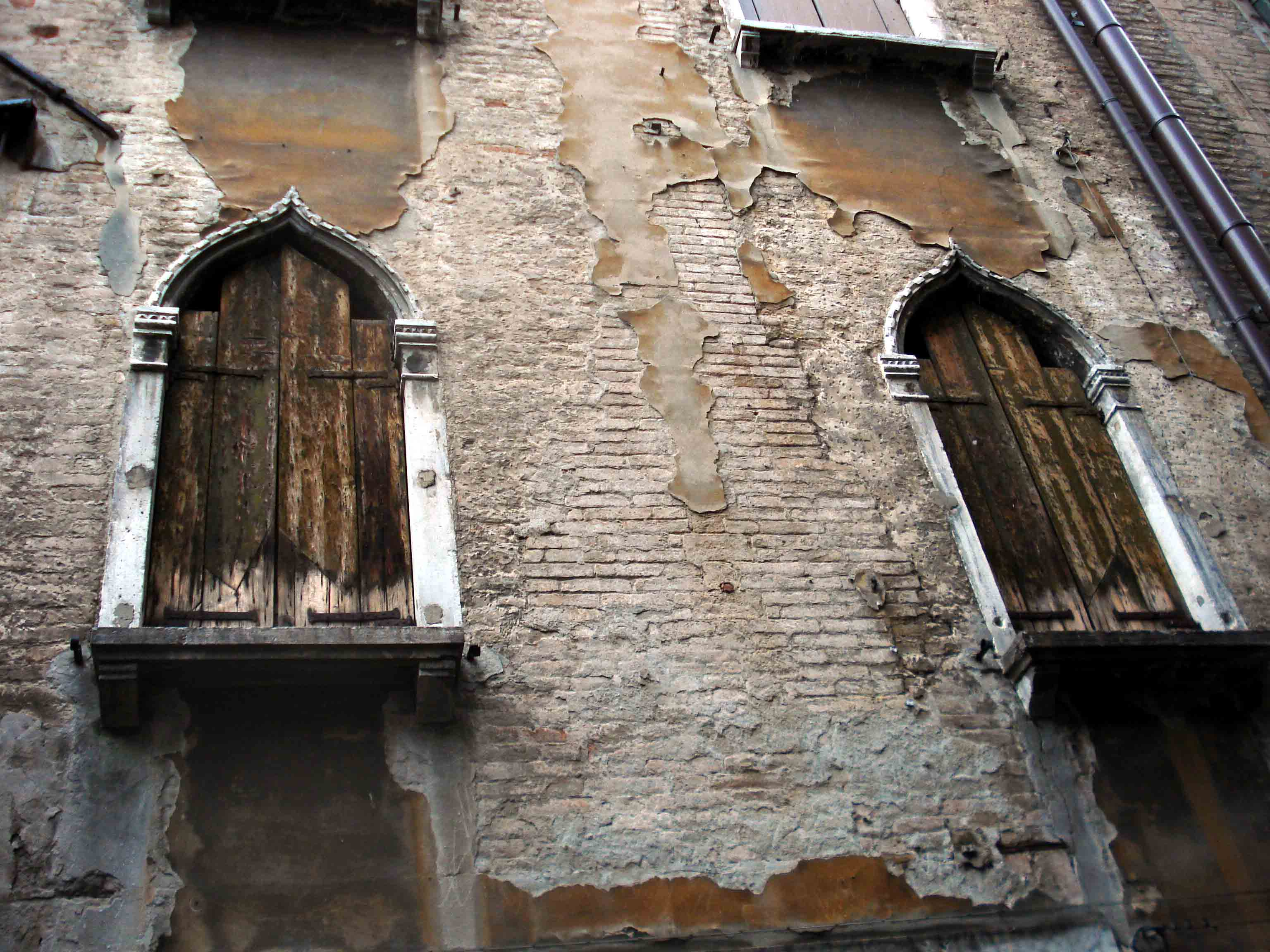
صورة لسور بمدينة فينسيا تدهورت بنيته فتحول إلى قناة.

بسبب تاريخها الثري والقرون السحيقة التي شهدت عقودًا من المكانة والهيمنة، تتميز أوروبا الغربية بالعديد من الأماكن ذائعة الصيت في الوقت الراهن والتي تعد مثالاً رائعًا على ظاهرة تهالك الأبنية البديعة. وتعد إيطاليا من أشهر الدول في هذا الصدد نظرًا لشهرتها التاريخية الطويلة على مدار الحُقب التاريخية المختلفة ما بين فترة ما قبل التاريخ والحضارة القديمة والعصور الوسطى. وتعد مدينة البندقية درة تاج المدن في إيطاليا بسبب الأماكن العتيقة التي تحتضنها المدينة على نطاق واسع بحكم التهدم البطيء للمدينة بأكملها وغرق العديد من أماكنها في البحيرات الضحلة التي تحملها المدينة بين طياتها.
وبالرغم من أن أوروبا الشرقية تستحوذ على كم كبير من الأماكن التي أصابها التهالك في الوقت الراهن، إلا أن هناك في عالمنا المعاصر العديد من تلك الأماكن التي تتميز بالوجاهة والأناقة رغم تقادمها. وقد تكون المدينة والمنطقة المحيطة بـ نيو أورليانز، لويزيانا بالولايات المتحدة الأمريكية من أكثر المناطق وجاهة هناك حيث إنها تمثل مزيجًا من التوافق التاريخي للثقافات وموروثات الحقد والظلام. بالنظر إلى مفهوم أو ظاهرة تهالك الأبنية البديعة، نرى أن تلك الظاهرة في بعض الأحيان تشكل عنصرًا من عناصر الهلاك الوشيك لتلك الأماكن والمباني كمدينة البندقية بإيطاليا والتي غرقت أماكنها العتيقة في البحر وكذا ولاية نيو أورليانز والتي تواجه دومًا مخاطر المد والجزر.
والجدير بالذكر أن ظاهرة تهالك الأبنية البديعة تعتبر ظاهرة مختلفة من حيث المفهوم والتصميم أكثر من ظاهرة قيمة التهدم والتي من خلالها تصبح المباني جميلة في المراحل المبكرة من تخطيطها.
ويرتبط مفهوم تهالك الأبنية البديعة بمفهوم تقادم العهد.

## وصلات إضافية
- http://www.lindadubingarfield.com/Elegant%20Decay.html
- http://emilyevanseerdmans.blogspot.com/2009/02/elegant-decay-admirals-row.html
- http://www.portaromana.co.uk/uk-europe/image-library.php
- http://www.travelpod.com/travel-blog-entries/fletcherclaytor/15/1252873578/tpod.html